# Ischyrion
Ischyrion — imię męskie pochodzenia greckiego, stanowiące spieszczenie od przydomka Ischyros — "mocny". Istnieje dwóch świętych o tym imieniu. 
Ischyrion imieniny obchodzi 1 czerwca i 22 grudnia.